# Росе Алте (Белуно)
Росе Алте (итал. Rosse Alte) је насеље у Италији у округу Белуно, региону Венето.
Према процени из 2011. у насељу је живело 24 становника. Насеље се налази на надморској висини од 540 м.